# Bagatelle (Hervieu)
Pour les articles homonymes, voir Bagatelle.
Bagatelle est une pièce de théâtre, comédie en trois actes de Paul Hervieu, représentée pour la première fois à la Comédie-Française le 28 octobre 1912.

## Résumé
- Acte I : Florence et son mari, Gilbert de Raon, sont en villégiature à Bagatelle, la demeure de la comtesse Orlonia. Gilbert a des vues sur une amie de Florence, Micheline, qui habite Bagatelle. Micheline, bien qu'éprise de Gilbert, lui résiste et décide de partir le lendemain.
- Acte II : Devant l'insistance de Gilbert, Micheline accepte qu'il vienne, à minuit et demie dans sa chambre. Mais Florence depuis une pièce voisine a tout entendu. Elle se confie à Jincour, un ami de Gilbert. Jincour tente de profiter de la situation. Écœurée, Florence profite de ce que Jincour, qui vient d'arriver au château, ignore encore où sont logés les commensaux. Elle lui donne rendez-vous à une heure du matin dans la chambre de Micheline.
- Acte III : À minuit et demie, Micheline et Gilbert voient Florence faire irruption dans la chambre. Après les reproches de Florence, Jincour apparaît, nouveaux reproches. Gilbert et Jincour se retirent, Florence et Micheline restent face à face, mais ne peuvent se réconcilier.

## Distribution
| Acteurs et actrices ayant créé les rôles |                     |
| Personnage                               | Acteur ou actrice   |
| Micheline de Nismes                      | Berthe Cerny        |
| Jincour                                  | Georges Grand       |
| Florence de Raon                         | Julia Bartet        |
| Gilbert de Raon                          | Albert Lambert fils |
| Galéard                                  | Paul Numa           |
| Chambres                                 | Georges Le Roy      |
| Vureuil                                  | Léon Bernard        |
| Sarsy                                    | Jean Worms          |
| Un domestique                            | Chaize              |
| Madame Orlonia                           | Blanche Pierson     |
| Raymonde                                 | Marie Leconte       |
| Mademoiselle Andrée                      | Marcelle Géniat     |
| Edwige                                   | Constance Maillet   |